# London Electric Vehicle Company
London EV Company Ltd. (abbreviato in LEVC) è una casa automobilistica britannica, fondata nel 2017 ad Ansty, Coventry da Geely Automobile dopo aver acquisito la divisione taxi The London Taxi Company dalla Manganese Bronze.

## Storia
Il coinvolgimento di Geely nella produzione di taxi britannici risale al 2006, quando collaborò con il predecessore di LEVC, la The London Taxi Company, e il suo azionista di maggioranza, la Manganese Bronze Holdings, nella creazione di una joint venture con sede in Cina per la produzione di taxi su licenza (il modello TX4 assemblato e venduto in Asia ribattezzato Englon TX4). Nel 2009 Geely ha acquistato parte delle azioni di Manganese Bronze Holdings.
Nel 2012 la Manganese Bronze Holdings è entrata in amministrazione controllata a causa della mancanza di finanziamenti e nel 2013 Geely ha acquistato per 13 milioni di euro parte del business relativo alla produzione (la divisione LTI Autocarries) e ha creato la sua società di produzione di taxi come The London Taxi Corporation Limited.

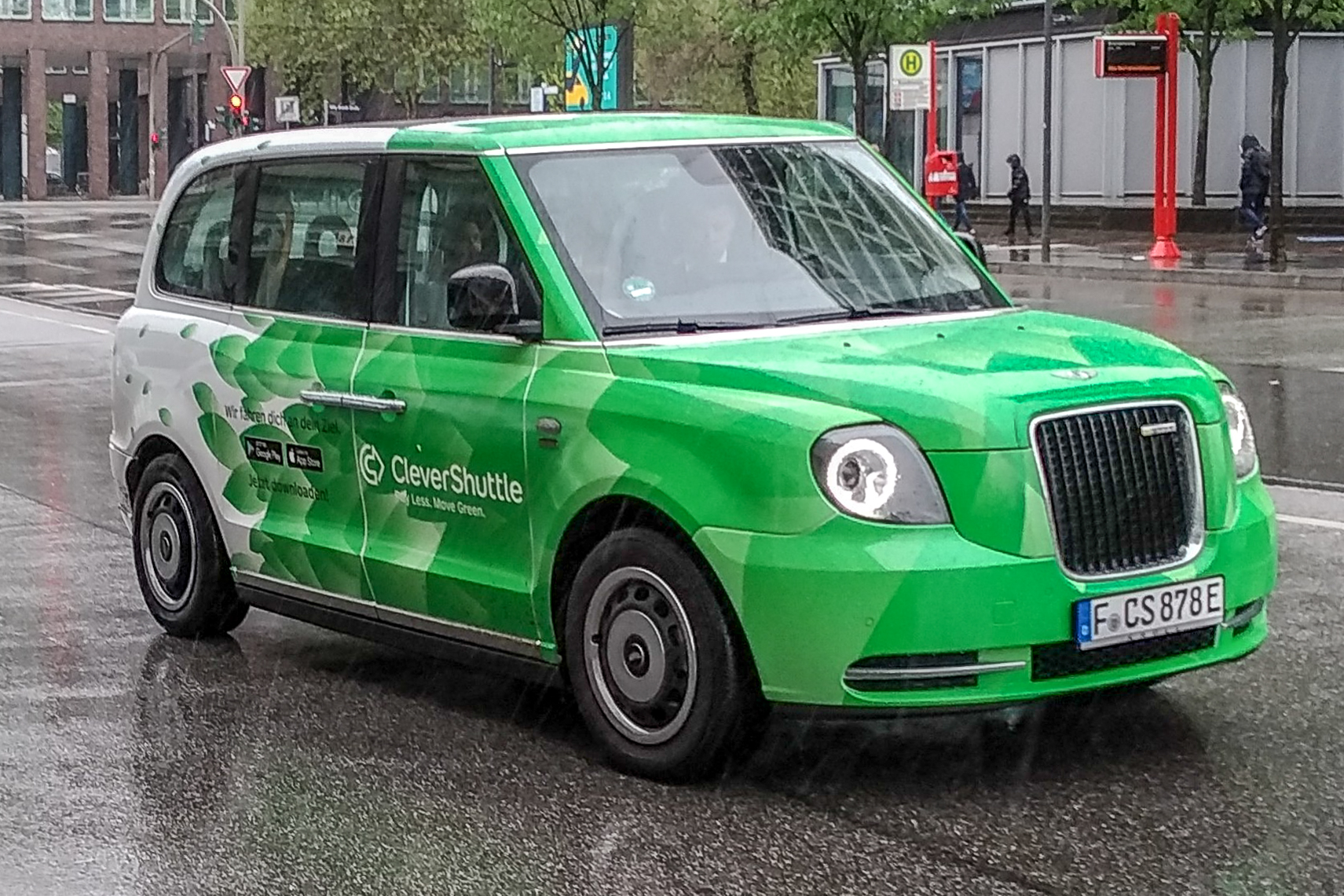
Il LEVC TX, primo modello lanciato dall’azienda

Nel 2015 Geely ha annunciato l'intenzione di costruire un nuovo impianto da 250 milioni di sterline per la London Taxi Company ad Ansty Park vicino a Coventry, con l'avvio della produzione nel nuovo sito prevista nel 2017. Un prototipo viene presentato nel 2015 denominato LTI TX5 inteso come successore del TX4 ma totalmente inedito e caratterizzato da alimentazione di tipo ibrida con motore termico ed elettrico con batterie ricaricabili di tipo plug-in (PHEV). Nel 2017 la LTI viene ribattezzata LEVC, acronimo di London Electric Vehicle Company.
La società ha lanciato il suo nuovo taxi elettrico denominato LEVC TX nel 2017 e ha annunciato le sue intenzioni di iniziare la produzione anche di veicoli commerciali elettrici oltre ai taxi. Il TX è stato progettato in collaborazione con Volvo, altra azienda facente parte del gruppo Geely, che ha fornito parte della componentistica e del powertrain (condiviso con i modelli della serie 90 ovvero la XC90, S90 e V90). Nel 2019 viene presentato anche il primo veicolo commerciale ovvero il LEVC LCV derivato dal TX che sfrutta la stessa meccanica ibrida.